# Zenwalk Linux
Zenwalk Linux (ehemals Minislack) ist eine in Frankreich zusammengestellte Linux-Distribution, eine Software, die auf Slackware basiert. Ihr Fokus liegt auf Schlankheit, Benutzerfreundlichkeit und der Verwendung der neusten stabilen Software. Die Distribution verwendet standardmäßig Xfce als Desktop-Umgebung. In Deutschland wurde Zenwalk erstmals richtig bekannt als die Version 2.6 im Juli 2006 auf der Heft-CD des Magazins LinuxUser erhältlich war.
Zenwalk ist nicht zu verwechseln mit Zen Linux, einer inzwischen eingestellten Live-CD-Linux-Distribution, die auf Debian basierte.

## Besonderheiten

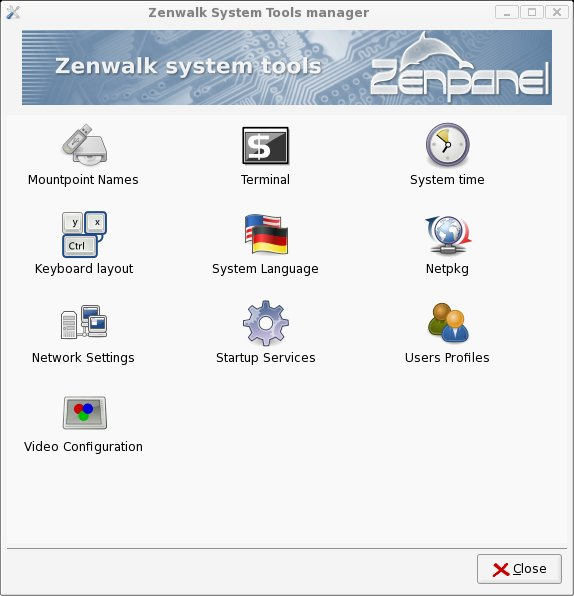
Das Zenwalk Zenpanel

Zenwalk ist sehr schlank gehalten; die Standard und Live-Editionen sind nur je ca. 620 MB, die Core-Edition sogar nur 202 MB groß. Zum Vergleich: Slackware wird auf drei CDs bzw. einer 3,6 GB großen DVD vertrieben. Erreicht wird der geringe Speicherbedarf, indem im Lieferumfang nur jeweils ein Programm zu einer Software-Kategorie vorhanden ist, andere können jedoch nachträglich aus dem Zenwalk-Repository installiert werden. Bei früheren Versionen wurde auf das speicherplatzintensive OpenOffice.org-Office-Paket verzichtet und stattdessen AbiWord und Gnumeric mitgeliefert. Zenwalk Linux 6.0 enthält stattdessen eine leichtgewichtige Version von OpenOffice.org 3.0.
Neuere Zenwalkversionen setzen ausschließlich auf das GTK-Toolkit Version 2, andere Toolkits wie GTK+ Version 1 oder Qt sind in der Standardinstallation nicht vorhanden. Der Xfce-Desktop wird standardmäßig durch zahlreiche Gnome-Programme ergänzt. GNOME und KDE lassen sich nachträglich ebenfalls vollständig installieren, ab Version 6.4 gibt es eigene Variante mit Openbox als Fenstermanager. Zenwalk benutzte als eine von wenigen Distributionen LILO als Bootloader, mit Version 6.2 wurde auf GRUB 2 umgestellt.

### Softwareausstattung
Zenwalk Linux 6.0 (Standard Edition) enthält nach der Installation unter anderem folgende Pakete:
- Textverarbeitung: OpenOffice.org Writer
- Tabellenkalkulation: OpenOffice.org Calc
- Pdf-Dateibetrachter: Evince
- Bildbearbeitungsprogramme: GIMP
- Bildbetrachter: gThumb
- Medien: Goobox (CD-Player/Ripper), Brasero (Brennprogramm), Gnome Videos, Exaile (Audio)
- Webbrowser: Iceweasel
- E-Mail-Programm: Icedove
- Instant-Messenger: Pidgin
- BitTorrent-Client: Transmission
- Weitere: Geany (integrierte Entwicklungsumgebung), Lshw (Hardware-Information)

Die neusten offiziellen Software-Pakete werden im snapshot-Verzeichnis veröffentlicht. Erst nach genügenden Tests der Software auf Programmfehler werden die Pakete ins current-Verzeichnis verschoben. Die Zenwalk Standard Edition beinhaltet nur Pakete aus dem current-Verzeichnis.

### Konfiguration

Xnetpkg: Die grafische Oberfläche von netpkg

Die Produkt-Philosophie gleicht der von Slackware in strafferer Ausführung; es werden während der Installation keine grafischen Hilfsmittel eingesetzt, kommerzielle Programme sind auf den Medien nicht enthalten und die Konfiguration muss unter Umständen manuell, ohne Konfigurationsprogramme angepasst werden. Software-Pakete werden Slackware-typisch im tgz-Format installiert.

#### netpkg
Zenwalk benutzt den Paketmanager netpkg, welcher Programmpakete von Repositories herunterlädt und – im Gegensatz zu Slackwares Paketmanager – Abhängigkeiten der Software auflöst. Die lokale Installation von Paketen erfolgt mittels installpkg wie unter Slackware auch, außerdem wird ab Version 4.0 der Paketmanager gslapt unterstützt.

#### wicd
Die Konfiguration von mobilen Netzwerkverbindungen erfolgt durch das in Python geschriebene Tool wicd.

## Geschichte
| Version                  | Datum              |
| ------------------------ | ------------------ |
| 0.1                      | 21. Mai 2004       |
| 0.2                      | 23. August 2004    |
| 0.3                      | 17. Februar 2005   |
| 0.4                      | 26. März 2005      |
| 1.0                      | 24. April 2005     |
| 1.0.1                    | 3. Mai 2005        |
| 1.1                      | 10. Juni 2005      |
| 1.2                      | 12. August 2005    |
| 1.3                      | 15. Oktober 2005   |
| 2.0.1                    | 4. Dezember 2005   |
| 2.2                      | 16. Februar 2006   |
| 2.4                      | 4. April 2006      |
| 2.6                      | 23. Mai 2006       |
| 2.8                      | 21. Juli 2006      |
| 3.0                      | 8. September 2006  |
| 4.0                      | 20. November 2006  |
| 4.2                      | 6. Januar 2007     |
| 4.4                      | 22. Februar 2007   |
| 4.4.1                    | 24. Februar 2007   |
| 4.6                      | 1. Juni 2007       |
| 4.6.1                    | 6. Juni 2007       |
| 4.8                      | 7. Oktober 2007    |
| 5.0                      | 18. Januar 2008    |
| 5.2                      | 7. Juni 2008       |
| 6.0                      | 7. März 2009       |
| 6.2                      | 6. September 2009  |
| 6.4                      | 27. Mai 2010       |
| 7.0                      | 25. März 2011      |
| 7.2                      | 12. Oktober 2012   |
| 7.4                      | 13. Februar 2014   |
| 8.0                      | 2. Juli 2016       |
| 220217 (rolling release) | 22. Februar 2017   |
| 15 milestone 2020        | 2. Juli 2020       |
| 230909 (rolling release) | 10. September 2023 |

Zenwalk Linux wurde unter dem Namen „Minislack“ im Mai 2004 von Jean-Philippe Guillemin initiiert. Mit Version 1.2, die im August 2005 erschien, wurde der Name in „Zenwalk“ geändert. Mit Version 3.0 liefert Zenwalk erstmals einen eigenen Automounter aus. Dieser meldet das Einlegen optischer Medien (CDs, DVDs) an den bereits ab Version 2.4 benutzten udev-Daemon, welcher die Geräte dann automatisch mountet. Das zentrale Konfigurationstool Zenpanel hielt in Version 4.2 in die Distribution Einzug. Der ab Version 1.1 enthaltende hauseigene Paketmanager netpkg, bekam in der Version 4.0 eine grafische Oberfläche und wurde in Version 5.2 grundlegend überarbeitet. Des Weiteren wurden die Programme Firefox und Thunderbird aus Lizenzgründen in Version 4.8 durch die vom Debian-Projekt gepflegten Pakete Iceweasel und Icedove ersetzt. Version 5.0 erfuhr eine weitere Verbesserung der WLAN-Unterstützung, indem das Wifi-Radar durch wicd ersetzt wurde. Ab Version 6.2 wurde von ext3 auf ext4 als Standarddateisystem umgestellt.

## Weitere Versionen
Zenwalk 7.2, basierend auf Linux-Kernel 3.4.8 und zu Slackware 14.0 kompatibel, steht aktuell seit 12. Oktober 2012 in fünf verschiedenen Editionen zum Download bereit:
Standard Edition, Core Edition, Live Edition, Gnome Edition, Openbox Edition.

### Core Edition
Die Core Edition entstand durch einen Fork von der Standard Edition und wird parallel dazu weiterentwickelt. Sie beinhaltet ein Zenwalk-System ohne grafische Benutzeroberfläche. Es ist für Benutzer gedacht, die ihr Desktop- oder Server-System individuell erstellen möchten oder nur über einen sehr kleinen Speicher auf ihrer Harddisk verfügen.

### Live Edition
Die Live-CD Edition von Zenwalk (ehemals Zenlive) basiert auf der jeweilig aktuellen Standard Edition und entstand im Juli 2006. Die Zenwalk-Live-CD lässt sich ab der Version 5.0 mithilfe des Zen Installers auf die Festplatte installieren. Die Zenwalk Live-CD unterscheidet sich von anderen Live-CDs, indem sie alle nötigen Programmbibliotheken und Anwendungen enthält, die nötig sind, um Software selbst herzustellen und zu kompilieren, sowie Live Clone, ein Programm, mit dem sich eine den eigenen Bedürfnissen angepasste Variante des Systems erstellen und als ISO-Datei mastern lässt.

### Zenserver
Die Server-Version (aktuelle Version: 0.5; veröffentlicht am 14. Juni 2007) ist ein Derivat von Zenwalk mit hierfür optimiertem Kernel. Seine Entwicklung wurde eingestellt.

### ZenEdu
ZenEdu ist eine auf Zenwalk snapshot basierte Live-CD, die sowohl Software für Bildungszwecke als auch Computerspiele enthält.

## Auf Zenwalk basierende Distributionen
- Zencafe (Memento vom 5. Oktober 2013 im Internet Archive), eine Distribution für Internetcafés